# SpongeBob Kanciastoporty (film)
SpongeBob Kanciastoporty – film (ang. The SpongeBob SquarePants Movie, 2004) – amerykański pełnometrażowy film animowany, wyprodukowany przez Nickelodeon. Kontynuacją filmu jest SpongeBob: Na suchym lądzie z 2015. 

## Opis fabuły
Filmowa adaptacja serialu o przygodach SpongeBoba, beztroskiej gąbki morskiej. Bikini Dolne żyje otwarciem Tłustego Kraba 2, nowej restauracji serwującej kraboburgery. SpongeBob jest bardzo podekscytowany wydarzeniem, ponieważ liczy na posadę kierownika. Niestety, otrzymuje ją Skalmar, bo SpongeBob jest za młody. W tym samym czasie Plankton, zdenerwowany sukcesem Kraba i brakiem klientów w swojej restauracji, decyduje się na ostateczny krok, aby zdobyć sekretną recepturę kraboburgerów: wykrada Neptunowi koronę, pozostawiając na miejscu dowód obciążający pana Kraba. Neptun zamierza uśmiercić za to Kraba, jednak ulega prośbom SpongeBoba, który obiecuje, że wróci z królewską koroną za sześć dni, jeżeli mu się to nie uda, pan Krab zginie. SpongeBob wyrusza wraz z Patrykiem w pełną niebezpieczeństw podróż, w czasie której na próbę wystawione zostanie ich męstwo i lojalność, a także dowiedzą się, czy trzeba być mężczyzną, aby móc coś osiągnąć.

## Obsada
- Tom Kenny –
  - SpongeBob Kanciastoporty,
  - Gary,
  - Narrator,
  - Clay,
  - Twarda ryba,
  - Bliźniak,
  - Głos Houston
- Bill Fagerbakke –
  - Patryk Rozgwiazda,
  - Ryba,
  - Przyjazny klient,
  - Lokalna ryba
- Rodger Bumpass – 
  - Skalmar Obłynos,
  - Ryba
- Clancy Brown – Pan Krab
- Mr. Lawrence –
  - Plankton,
  - Ryba,
  - Lloyd
- Carolyn Lawrence – Sandy Pysia
- Mary Jo Catlett – Pani Puff
- Alec Baldwin – Dennis
- Jill Talley – Karen
- Jeffrey Tambor – Król Neptun
- Scarlett Johansson – Mindy
- Bart McCarthy – Kapitan Bart
- Stephen Hillenburg – Papuga
- David Hasselhoff
- Neil Ross – Cyklop (głos)

W pozostałych rolach: 
- Thomas F. Wilson –
  - Victor,
  - Ryba
- Sirena Irwin – 
  - Reporterka,
  - Kierowca,
  - Pani sprzedająca lody
- Mageina Tovah – Bileterka
- Jose Zelaya – Pirat Dooby
- Ben Wilson – Pirat Stovepipe
- Tommy Schooler – Pirat Salty
- Robin Russell – Pirat Sniffy
- Alex Baker – Pirat Martin
- Kristopher Logan – Pirat Squinty
- Michael Patrick Bell – Rybak
- Aaron Springer – Śmiejący się bąbelek
- Tim Blaney – Śpiewający Goofy Goober
- Joshua Seth – Więzień
- Cole S. McKay – Pirat Scruffy
- Dylan Haggerty – Pirat Stitches
- Henry Kingi – Pirat Inky
- Randolph Jones – Pirat Tiny
- Gerard Greisbaum – Pirat Fingers
- Maxie Santillan Jr. – Pirat Gummy
- Peter DeYoung – Pirat Leatherbeard
- Gino Montesions – Pirat Tango
- John Sicilliano – Pirat Pokey
- David Stifel – Pirat Cookie
- D.P. FitzGerald – Pirat Bonesey
- Paul Zies – Pirat Upper Deck
- Aaron Hendry – 
  - Pirat Tangles,
  - Cyklop
- Jim Wise – Rockowy wokalista Goofy Goober
- Todd Duffey – Facet od koncesji
- Christopher Cummins – Concession Guy
- Derek Drymon –
  - Krzykacz,
  - Rybak
- Carlos Alazraqui –
  - Dziedzic,
  - Zapowiadający Goofy Goober,
  - Złodziej
- Lori Alan – Perła Krab
- Dee Bradley Baker –
  - Gliniarz,
  - Phil,
  - Perch,
  - Perkins,
  - Kelner,
  - Obsługujący,
  - Oprych,
  - Kaszląca ryba,
  - Bliźniak,
  - Potwór Frog Fish,
  - Uwolniona ryba,
  - Sandals